# Deus ex machina
Deus ex machina [deus eks máchiná] je literární termín, jehož doslovný překlad je bůh ze stroje či bůh na kladce. Jedná se o označení děje, kdy se náhle a velmi nepravděpodobně vyřeší zdánlivě neřešitelný problém příběhu.

## Antika
Pojem deus ex machina pochází z antického starořeckého divadla, kde se nazýval ἀπὸ μηχανῆς θεός [apo méchanés theos]. Jednalo se o způsob, kterým antičtí dramatici řešili zdánlivě neřešitelnou situaci, do které se dostal hlavní hrdina. Jeho funkcí bylo buď vyřešit jinak neřešitelnou dějovou situaci a dovést příběh do šťastného konce nebo překvapit diváky a působit jako komický prvek. V kýžené chvíli byl na jeviště prostřednictvím mechanického zařízení spuštěn bůh (buď herec, nebo také často pouze socha) a situaci rozřešil. Takovým strojem mohl být buď jeřáb používaný ke spouštění herců shora, nebo zvedák, který je vyzdvihl padacími dveřmi. Drama pak zpravidla poměrně brzy končí.
Tuto myšlenku představil Aischylos a následně se často využívala k vyřešení konfliktu a uzavření dramatu. Zařízení je spojováno převážně s řeckou tragédií, ale objevilo se i v některých komediích. Aischylos tento prvek použil v dramatu Eumenidés a od časů Eurípida se stal zavedeným jevištním prostředkem. Více než polovina dochovaných Eurípidových tragédií používá pro své rozuzlení deus ex machina. Nejčastěji uváděným příkladem je Médeia, v níž je deus ex machina drakem tažený vůz seslaný bohem slunce a má odvézt jeho vnučku Médeiu od manžela Iásona do bezpečí Athén.
Zařízení vyvolávalo u řeckého publika okamžitou emocionální odezvu. Při spatření bohů zažívali pocit úžasu a údivu, což mnohdy přispívalo k morálnímu účinku dramatu.
Aristoteles byl první, kdo použil řecký termín ekvivalentní latinskému výrazu deus ex machina k popisu této techniky jako prostředku k rozuzlení zápletky tragédií. Obecně se považuje v literatuře za nežádoucí a často implikuje nedostatek kreativity autora. Důvodem je, že poškozuje vnitřní logiku příběhu a je většinou natolik nepravděpodobná, že zpochybňuje logické uvažování čtenáře a umožňuje autorovi uzavřít příběh velmi nepravděpodobným koncem.
Později se takto začal označovat už jen princip náhlého a nepravděpodobného vyřešení situace.

## Klasicismus
Vzhledem k tomu, že období klasicismu čerpalo všemi možnými způsoby z antických tradic, tak se tento princip často objevuje v klasicistním dramatu. Jako příklad můžeme zmínit zakončení komedie Tartuffe od Molièra. Do prohry Orgona vstupuje králův posel, a vše dostává jiný směr.

## Současnost
Dnes se termín deus ex machina používá v přeneseném významu jako někdo (popř. něco) náhle se objevující a přinášející nečekané řešení, zejména v literatuře, občas také ve filmu. Příkladem může být např. povídka Jestřáb kontra Hrdlička od Svatopluka Čecha a zásah doktora Volného nebo film Země nikoho (Ničija zemlja, 2001), kde tímto rčením komentoval voják mírových sil přílet vrtulníku s nadřízenými.
J. R. R. Tolkien se vyjádřil o velkých orlech, kteří se objevují na několika místech v Hobitovi a Pánovi prstenů, jako o „nebezpečném 'stroji“. Bylo to v dopise, v němž odmítl dát povolení, aby se Společenstvo prstenu přepravovalo na orlech, místo aby putovalo pěšky. Domníval se, že orli už byli jako dějový prostředek nadužíváni a už jinde byli kritizováni jako deus ex machina.
I scenáristé Christopher Markus a Stephen McFeely přiznali, že nástroj na cestování v čase ve filmu Avengers: Endgame z roku 2019 je výsledkem toho, že se v předchozím filmu sami zahnali do kouta. Také náhlý příchod Captain Marvel ve vyvrcholení filmu byl kritizován jako hraničící s deus ex machina, protože „její pozdní příchod do závěrečné bitvy ... působí jako důsledek jejích příliš silných schopností“.